# Madonna col Bambino e san Giovannino (Pietro Bernini)

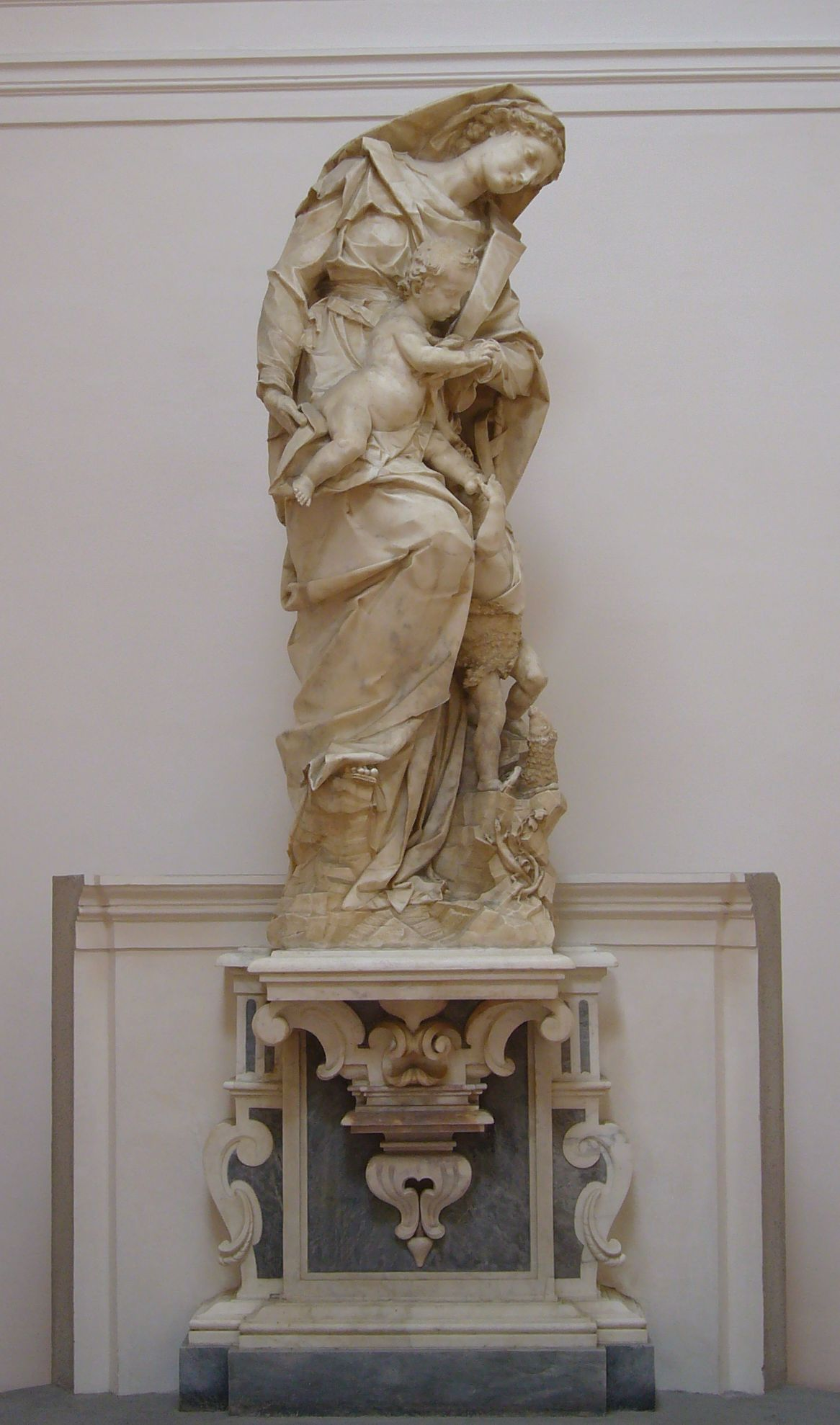
La scultura

La Madonna col Bambino e san Giovannino è una scultura in marmo eseguita nella prima metà del XVII secolo da Pietro Bernini e conservata presso il museo nazionale di San Martino a Napoli.

## Storia
La scultura era presente fino ai primi decenni del XIX secolo nel cortile interno del Quarto del Priore, in una nicchia progettata da Nicola Tagliacozzi Canale. Successivamente la sua collocazione stabile fu in un'edicola sacra del cortile interno alla certosa, di fronte all'ingresso della chiesa. Alla fine dell'Ottocento, la scultura fu spostata negli ambienti museali e nel 1947 trovò collocazione nella sala dov'è tutt'oggi esposta (sala 46).
La scultura si presenta come una delle opere più pregevoli della certosa ed uno dei raggiungimenti  più significativi della scultura a Napoli e in Italia tra manierismo e barocco.
La base del gruppo, caratterizzato dalla Madonna con ai lati il Bambin Gesù (a sinistra) e san Giovannino (a destra), fu eseguita tra il 1661 ed il 1656 su disegno di Cosimo Fanzago.

## Altre immagini

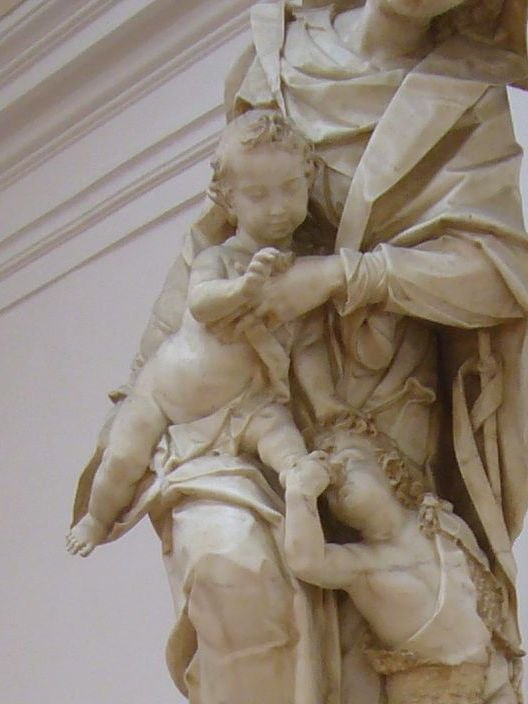
Particolare